# 村木征人
村木 征人（むらき ゆきと、1945年7月31日 - ）は、日本の陸上競技の選手である。
愛知県立瑞陵高等学校（16回生）、東京教育大学体育学部卒業。1968年メキシコシティーオリンピックと1972年ミュンヘンオリンピックで男子三段跳に出場した。後に、筑波大学と法政大学でスポーツ科学の教授になった。

## 参照資料
1. ↑  “愛知県立瑞陵高等学校: 学校概要 主な卒業生”. Aichi Prefectural Zuiryo High School. 2011年10月29日時点のオリジナルよりアーカイブ。2017年12月29日閲覧。

## 主な著書
- 『陸上競技のコーチング』(大修館書店)
- 『陸上競技（フィールド）』(ぎょうせい)
- 『陸上競技指導教本』(大修館書店)
- 『運動学講義』(大修館書店)
- 『スポーツ・トレーニング理論』(ブックハウス・エイチディ)
- 『Athletes in Action: The Official International Amateur Athletic Federation Book on Track and Field Techniques』(Pelham Books) ISBN 9780720715095